# Filmförderung in Österreich
Die Filmförderung in Österreich wird von staatlicher Seite seit 1981, von Bundesländern und privater Seite bereits länger wahrgenommen. 2011 betrugen die Budgets der neun Förderinstitutionen des Bundes und der Länder für österreichische Film- und Fernsehproduktionen 59,2 Millionen Euro. Einschließlich der ORF-Mittel aus dem Film-/Fernseh-Abkommen sowie weiteren Mitteln von Bundesbehörden wurden 2011 67 Millionen Euro ausgeschüttet.
Die größten Förderstellen sind das staatliche Österreichische Filminstitut, der städtische Filmfonds Wien sowie der Fernsehfonds Austria der RTR, die insgesamt rund drei Viertel des gesamten österreichischen Filmförderbudgets repräsentieren.

## Geschichte
Ab 1970 intensivierten sich die Diskussionen um ein österreichisches Filmförderungsgesetz. 1973 richtete das Bundesministerium für Unterricht und Kunst im Rahmen der Filmabteilung einen Beirat ein, der in demokratischer Form über die Vergabe von Fördermitteln an „künstlerisch und gesellschaftlich relevante“ Filme entschied. Diese Förderung sicherte eine Mindestproduktion von anspruchsvollen Filmen. Seit 1976 verfügt die Stadt Wien über einen Filmfonds, der Kino- und Fernsehfilme fördert.
Erst am 25. November 1980 erhielt Österreich als letztes westeuropäisches Land ein Filmförderungsgesetz. Österreichische Filme konnten nun im Rahmen des Österreichischen Filmförderungsfonds ab Mai 1981 finanziell unterstützt werden. 1994 wurde der Filmförderungsfonds in das Österreichische Filminstitut (ÖFI) mit erweiterten Aufgabenbereich umgewandelt. Mittlerweile werden die meisten neu erscheinenden österreichischen Kinofilme vom ÖFI gefördert.
Bis 2003 wurde dessen Fördermittelbudget jährlich erhöht, ausgehend von umgerechnet 1,92 Mio. Euro im Jahr 1981 auf 9,6 Mio. Euro im Jahr 2003. Aufgrund staatlicher Sparmaßnahmen erfolgte seither keine Erhöhung mehr, trotz erwiesener Umwegrentabilität durch Belebung der Film- und Filmzulieferbetriebe und anfallender Steuern (siehe Kino und Film in Österreich, Abschnitt Filmwirtschaft). Der jährliche Bundesbeitrag beträgt somit auch für das Jahr 2006 9,6 Millionen Euro.
Die Frage der Verteilung der seit Jahren stagnierenden Filmförderung führte im Frühjahr 2006 zu internenen Meinungsverschiedenheiten im Verband der österreichischen Filmproduzenten, der austrian association of filmproducers (AAFP). Während kleinere, jüngere und auf künstlerisches und am Kinomarkt nur einen Nischenplatz einnehmendes Filmschaffen setzende Filmgesellschaften für das Gießkannenprinzip bei der Subventionsverteilung einsetzten, und zugleich den Staat zu höherer Filmförderung in die Pflicht nahmen, um das Filmland Österreich aufblühen zu lassen, traten die größeren, kommerzieller und somit marktgerechter ausgerichteten Gesellschaften für eine stärkere Referenzfilmförderung ein. Zugleich fordern sie jedoch wirtschaftlicheres Handeln und größere Selbstverantwortung der Filmgesellschaften um in Zukunft unabhängiger von Subventionen sein zu können. Aus dieser Differenz ging im April 2006 die Gründung eines neuen Verbandes, der Film Austria hervor, der nun die größeren Gesellschaften wie die Dor Film, Allegro Film, Wega Film und andere angehören.

## Filmförderer
| Förderstelle                                       | seit | Jahresbudget in Mio. Euro (2011) |
| -------------------------------------------------- | ---- | -------------------------------- |
| Österreichisches Filminstitut                      | 1981 | 16,57                            |
| Fernsehfonds Austria RTR                           | 2004 | 13,50                            |
| Filmfonds Wien                                     | 1976 | 11,50                            |
| Film-/Fernseh-Abkommen des ORF                     | 1981 | 8,00                             |
| Filmstandort Austria Location Austria              | 2010 | 7,50                             |
| Bundesministerium für Unterricht, Kunst und Kultur | (?)  | 2,00                             |
| Land Niederösterreich                              | 1996 | 2,00                             |
| Cine Styria                                        | 2004 | 0,90                             |
| Land Oberösterreich                                | 1996 | 0,75                             |
| Cine Tirol                                         | 1998 | 0,70                             |
| Wien Kultur                                        | (?)  | 0,60                             |
| Land Salzburg                                      | 2003 | 0,58                             |

Der größte Filmförderer ist der österreichische Staat in Form des Österreichischen Filminstituts, gefolgt von Filmförderungsfonds einiger Bundesländer.
Hinzu kommt noch die Filmförderung durch die EU im Rahmen des EURIMAGES und des MEDIA-Programms. Vom MEDIA-Programm erhielt die österreichische Filmwirtschaft 2008 Förderungen in Höhe von 1,2 Millionen Euro, vorwiegend für Verleih- und Stoffentwicklungsförderung. Jene Verleihe, die europäische Koproduktionen in die Kinos bringen, erhalten bis zu 0,7 Euro pro Besucher. Jährlich werden somit zwischen 600.000 und 1,3 Millionen Euro an österreichische Verleihe ausgeschüttet. Von österreichischen Förderstellen erhalten die Verleihe weitere bis zu 2 Millionen Euro für die Verwertung österreichischer Filme. EURIMAGES wiederum, dass durch Beitragszahlungen der Mitgliedsländer gespeist wird, schüttete 2008 571.000 Euro an österreichische Produzenten aus. Der österreichische Beitragsanteil, der anhand des BIP errechnet wird, betrug 453.478 Euro.

## Filmpolitik des Bundes
Die staatliche Filmförderung macht in etwa die Hälfte des gesamten von öffentlichen Stellen zur Verfügung stehenden Budgets aus und wird vom Österreichischen Filminstitut repräsentiert.
Die folgenden fünf Bereiche bilden eine Einheit der Filmpolitik des Bundes, die den österreichischen Film als Kultur- und Wirtschaftsgut im In- und Ausland unterstützt: Die Filmförderung des Bundes betrifft im Wesentlichen:
- Die Verbesserung der ökonomischen Leistungsfähigkeit des österreichischen Films durch die Förderungs- und Beratungstätigkeit des Österreichischen Filminstituts (ÖFI),
- die Förderung des eigenproduzierten Fernsehfilms durch den Fernsehfonds Austria in der Rundfunk und Telekom Regulierungs-GmbH (RTR)
- die Förderung des künstlerischen Films (ohne Rücksicht auf wirtschaftliche Rentabilität) durch das Bundeskanzleramt mithilfe des Filmbeirats – dies gilt für die Jahre der schwarz blauen Regierung, seither wieder im BMUK angesiedelt wie davor auch schon,
- die Gestaltung günstiger rechtlicher Rahmenbedingungen für den österreichischen Film (Filmförderungsgesetz, Filmabkommen),
- die Präsentation österreichischer Filme über die Diagonale, die Austrian Film Commission und SixPack (Herstellung von Öffentlichkeit für das österreichische künstlerische Film- und Videoschaffen im In- und Ausland), sowie des Medienstandorts Österreich durch die Location Austria im In- und Ausland.

Der direkt auf die künstlerische Qualität gerichteten Filmförderung des Bundeskanzleramts (Kunstsektion) stehen jährlich für die Förderung der Drehbucherstellung, der Projektentwicklung und der Filmherstellung Subventionsmittel in Höhe von ca. 1,3 Mio. Euro zur Verfügung. Die Förderung auf der Grundlage des Kunstförderungsgesetzes dient dem Ziel, den künstlerischen Rang des österreichischen Films zu steigern und zur Verbreitung österreichischer Filme mit künstlerischer Qualität beizutragen. Sie ist daher an künstlerischen Kriterien orientiert und wird aufgrund einer Empfehlung des Expertengremiums Filmbeirat vergeben; wirtschaftliche, wirtschaftspolitische oder standortbezogene Gesichtspunkte sowie die Erwartung wirtschaftlicher Rentabilität an die geförderten Filme spielen dabei keine Rolle.
Ergänzt wird die Filmförderung des Bundes durch eine Filmfinanzierung des ORF im Rahmen des Film-/Fernseh-Abkommens (mit dem ÖFI). Der ORF stellt zur Mitfinanzierung der Herstellungskosten österreichischer Kinofilme jährlich Mittel zur Verfügung.
Ziele der staatlichen Förderung sind:
- Förderung der Zusammenarbeit zwischen Film und Fernsehen
- Stärkung der wirtschaftlichen Leistungsfähigkeit des österreichischen Filmschaffens
- Unterstützung der Herstellung und Verwertung österreichischer Filme
- Unterstützung kultureller, wirtschaftlicher und internationaler Belange des österreichischen Filmschaffens

Gegenstände der staatlichen Filmförderung:
- berufliche Weiterbildung von künstlerisch, technisch oder kaufmännisch tätigen Filmschaffenden
- Entwicklung von Konzepten, Drehbüchern und Projekten
- Förderung von Filmen mit österreichischer Beteiligung, sofern deren Fertigstellung und Verwertung gesichert ist
- Gewährung von fachlich-organisatorischer Hilfestellung
- produktionsvorbereitende Maßnahmen
- Verleih und Vertrieb österreichischer Filme
- Vorhaben zur Strukturverbesserung des österreichischen Filmwesens

### Filmförderungsgesetz
Das Filmförderungsgesetz 1980, im Langtitel Bundesgesetz vom 25. November 1980 über die Förderung des österreichischen Films (Filmförderungsgesetz) regelt den Rahmen, in dem ein Film staatliche Filmförderung durch das Österreichische Filminstitut erhält. Voraussetzung für eine Förderung ist unter anderem, dass der Förderungswerber im Bereich der Herstellungsförderung einen angemessenen Eigenanteil (derzeit mindestens 5 Prozent Barmittel) an der Finanzierung der Herstellungskosten trägt. Weiters hat der Förderungsempfänger dem Bund eine technisch einwandfreie, kombinierte Serienkopie (Archivkopie) sowie ein Belegexemplar des Drehbuches und der auf den Film bezogenen Werbemittel zum Zwecke der Dokumentation des österreichischen Filmwesens unentgeltlich zu übereignen. Die Kopien werden zur Erhaltung des filmkulturellen Erbes vom Filmarchiv Austria verwahrt.
Kriterien zur Gewährung einer staatlichen Filmförderung:
- Antragsteller muss EU-Bürger mit ständigem Wohnsitz in Österreich sein, oder eine mehrheitlich in österreichischem Besitz befindliche Gesellschaft
- das Vorhaben muss ohne Gewährung einer Förderung undurchführbar oder nur unzureichend durchführbar sein
- Antragsteller hat im Falle einer Förderzusage einen Eigenanteil zu tragen
- der Film muss eine Eigenproduktion sein, im Kino gezeigt werden, darf nicht im Auftrag einer Fernsehgesellschaft produziert werden und nicht vor einer 18-monatigen Frist auf Bildträgern oder im Fernsehen erscheinen

Die Förderungsentscheidungen werden von einer Auswahlkommission getroffen, welche aus fünf fachkundigen Filmschaffenden zusammengesetzt ist. Die Bereiche Produktion und Regie müssen immer von je einer Person repräsentiert werden. Vorsitzender ohne Stimmrecht ist der Direktor des Filminstituts, welcher im Falle der Bewilligung einer Förderung dessen Höhe bestimmt. Es werden sowohl zinsbegünstigte Darlehen als auch erfolgsbedingt rückzahlbare und nicht rückzahlbare Zuschüsse vergeben.
Das Filmförderungsgesetz regelt auch den Ablauf der Filmverwertungskette, also zum Beispiel ab wann ein vom ÖFI geförderter Film auf Bildträger ausgewertet werden darf.

### Kritik
Trotz der vermehrten internationalen Erfolge wird vielfach kritisiert, dass in Österreich zu wenig (zielführende) Filmförderung betrieben wird, und heimische Produktionen in vielen heimischen Kinos gar nicht oder nur sehr selten gezeigt werden. Zudem wurde die Filmförderung im Jahr 2004 erstmals nicht mehr angehoben und stagniert seither auf dem Wert von 2003. Die Förderung vieler verschiedener Produktionen, die es vielen jungen Regisseuren überhaupt erst ermöglicht hat, ihre Filmprojekte zu verwirklichen, wird zwar generell gut geheißen, doch wird kritisiert, dass hierfür zu wenig Fördermittel bereitgestellt werden, so dass für weitere Produktionen nur noch unzureichende oder gar keine Mittel bereitstehen. Dadurch stagniert zwangsläufig die Filmproduktion und talentierte Regisseure müssen entweder mit der Verwirklichung ihrer Pläne warten oder auswandern. Im Bezug darauf wurden die Filmregisseure Franz Novotny und Virgil Widrich in einer ORF-Kultursendung gefragt, wie sie eine Dokumentation über österreichische Filmschaffende nennen würden. Deren Antworten lauteten „Sieg trotz Verzweiflung“ (Franz Novotny) und „Du hast keine Chance aber nutze sie“ (Virgil Widrich).